# Moreno (rapper)
Moreno, pseudonimo di Moreno Donadoni (Genova, 27 novembre 1989), è un rapper italiano.
Dopo alcune esperienze musicali con il collettivo Ultimi AED, Moreno si è imposto nel freestyle vincendo concorsi regionali e nazionali, tra cui nel 2011 la competizione del Tecniche Perfette, gara in cui è il rapper più decorato, mentre nel 2012 partecipa ad MTV Spit arrivando fino alla semifinale.
Nel 2013 è salito alla ribalta per aver partecipato e vinto la dodicesima edizione del talent show Amici di Maria De Filippi. Ha vinto nel medesimo programma, il relativo Premio della critica giornalistica. È stato inoltre il primo rapper ad essere stato ammesso nel talent show di Canale 5.
Successivamente ha firmato un contratto discografico con l'Universal e la Tempi Duri, con le quali ha pubblicato il suo primo disco solista Stecca. Nel 2014 è ritornato ad Amici di Maria De Filippi in veste di direttore artistico e ha pubblicato il secondo album in studio Incredibile. Nel 2015 ha partecipato al Festival di Sanremo con il brano Oggi ti parlo così.

## Biografia

### Primi anni
Nasce a Genova (la madre è originaria di Palermo, mentre il padre proviene da Napoli), luogo nel quale ha formato la sua prima crew, ovvero gli Ultimi AED, un collettivo di freestyle composto da 5 elementi. Inizia ad entrare nella scena rap partecipando subito ai primi contest, arrivando secondo al Sound Village di Prato. Di seguito a Milano presso il laboratorio NoMAMA sfida e vince la battaglia finale contro Emis Killa, ottenendo così la possibilità di fare il primo concerto a Milano con la sua crew.
Successivamente inizia a partecipare alla massima competizione italiana di freestyle, ovvero Tecniche Perfette; si aggiudica il primo titolo regionale nel 2007 in Liguria, fa lo stesso nel 2008, mentre nel 2009 vince la finale regionale a Pisa, in Toscana. Grazie a queste vittorie regionali può partecipare alla massima competizione nazionale di Tecniche Perfette. Partecipa quindi a quattro finali, ottenendo due secondi posti nel 2008 e 2009, trionfando nel 2011, diventando quindi campione nazionale di freestyle e il rapper con più riconoscimenti della manifestazione. Nel 2012 ha partecipato alla prima edizione di MTV Spit, dove è arrivato fino alla semifinale eliminato poi da Fred De Palma. Sempre nel 2012, ha trionfato alla Battle Arena organizzata a Bologna. Ha realizzato con gli Ultimi AED 3 mixtape e 2 album in download gratuito prodotti da Francesco Morabito (in arte Demo): No grazie (2009) e No grazie pt. 2 (2012).

### Vittoria ad Amici,Stecca
Nel febbraio del 2013 Moreno entra ad Amici di Maria De Filippi e diventa il primo rapper ad essere ammesso nel talent show; raggiunge la fase serale del programma entrando a far parte della squadra capitanata da Emma Marrone; nel corso del serale ha duettato con diversi artisti tra cui Fabri Fibra, Fedez, Francesco Renga, la stessa Marrone e Massimo Ranieri.
Durante la trasmissione firma con l'etichetta discografica Universal, in collaborazione con la Tempi Duri, con le quali pubblica il primo album da solista Stecca, uscito il 14 maggio 2013. All'interno del disco ci sono brani scritti dallo stesso Moreno e altri assieme a Fabri Fibra e vede la produzione dei Medeline (team francese già al lavoro con Fibra e Marracash), di Takagi Beatz e di Shablo; inoltre è presente una collaborazione con Clementino. Stecca ha debuttato direttamente alla prima posizione della classifica italiana degli album, dove è rimasto per altre due settimane. Nella terza settimana di rilevamento viene certificato disco d'oro per aver venduto oltre 30 000 copie, mentre nella settimana successiva diventa disco di platino per aver venduto oltre 60 000 copie. Nel mese di luglio l'album viene certificato doppio disco di platino per le oltre 120 000 copie vendute.
Il 1º giugno 2013 viene proclamato vincitore di Amici, conseguendo anche il premio della critica giornalistica. Due giorni più tardi è stato pubblicato il primo singolo estratto da Stecca, ovvero Che confusione, singolo presentato anche ai Wind Music Awards 2013 dove è stato ospite. Il brano ha raggiunto la sesta posizione della Top Singoli ed è stato certificato più tardi disco di platino.
L'11 giugno viene pubblicato l'album Giungla di Paola & Chiara, al cui interno è contenuta una collaborazione con Moreno nel brano Tu devi essere pazzo, mentre il 15 giugno è stato ospite agli MTV Italia Awards 2013 dove ha cantato il singolo Che confusione. Nell'estate 2013 partecipa alla prima edizione del Summer Festival, evento preregistrato nel mese di giugno e composto da quattro tappe svoltesi a Piazza del popolo a Roma; il successivo spettacolo è stato mandato in onda su Canale 5, il mese seguente, suddiviso in quattro puntate. Nello stesso periodo inoltre prende parte all'undicesima edizione del Battiti Live.
Verso la fine del mese di luglio è stato pubblicato il secondo singolo estratto dall'album, Sapore d'estate. Nell'autunno 2013 canta assieme a Max Pezzali il brano Tieni il tempo, dello stesso Pezzali, come sigla del programma televisivo Colorado. Durante l'intervista a Occupy Deejay, trasmissione che si occupa di musica, Moreno ha rivelato che il terzo singolo estratto da Stecca sarebbe stato La novità.

### Incredibile, il ritorno ad Amici e Sanremo 2015
Il secondo album in studio del rapper, intitolato Incredibile, è stato pubblicato il 1º aprile 2014 e vanta collaborazioni importanti, tra cui Fiorella Mannoia, Alex Britti, Annalisa, Gué Pequeno dei Club Dogo e J-Ax. Il 13 marzo 2014 è stata rivelata la lista tracce dell'album e svelato il singolo apripista, intitolato Sempre sarai, in duetto con Fiorella Mannoia e pubblicato il 14 marzo. Nello stesso giorno Incredibile è stato reso disponibile per il pre-ordine sull'iTunes Store e ha debuttato alla seconda posizione della Classifica FIMI Album ad una settimana dall'uscita.
Il 29 marzo Moreno è stato scelto come direttore artistico della squadra bianca della tredicesima edizione di Amici di Maria De Filippi, andando in sfida contro la squadra blu di Miguel Bosé. Nel mese di novembre 2014, l'album è stato certificato disco d'oro per aver raggiunto la soglia delle 25 000 copie vendute.
Il 3 dicembre ha annunciato la realizzazione di un brano inedito intitolato Supereroi in San Fransokyo, il quale verrà incluso nella colonna sonora del film Big Hero 6. Il brano è entrato in rotazione radiofonica a partire dal 5 dello stesso mese. Il 14 dello stesso mese è stata annunciata la sua partecipazione al Festival di Sanremo 2015 con il brano Oggi ti parlo così. Entrambi i brani sono stati successivamente pubblicati nella riedizione di Incredibile uscita il 17 febbraio 2015.
Nel 2015 ha inciso insieme a Giorgio Vanni la sigla della serie televisiva Lupin III - L'avventura italiana.

### Slogane programmi televisivi
Il 29 giugno 2016 Moreno ha annunciato la pubblicazione di un singolo inedito intitolato Un giorno di festa, prodotto da Big Fish e reso disponibile per il download digitale e per l'airplay radiofonico due giorni più tardi. Tale brano ha anticipato l'uscita del terzo album in studio del rapper, Slogan, uscito il 2 settembre e composto da 12 brani, di cui due incisi rispettivamente in duetto con Deborah Iurato e Federica Abbate.
Nel 2017 ha preso parte alla dodicesima edizione del reality televisivo L'isola dei famosi, venendo eliminato nella decima puntata.
Nel 2022 partecipa al programma Alessandro Borghese - Celebrity Chef in onda su TV8 come concorrente.

## Discografia

### Da solista

#### Album in studio
- 2013 – Stecca
- 2014 – Incredibile
- 2016 – Slogan

#### Singoli
- 2013 – Che confusione
- 2013 – Sapore d'estate
- 2013 – La novità
- 2014 – Sempre sarai (con Fiorella Mannoia)
- 2014 – Prova microfono
- 2014 – L'interruttore generale (canzone d'autore) (con Antonio Maggio)
- 2014 – Supereroi in San Fransokyo
- 2015 – Oggi ti parlo così
- 2015 – Lupin, un ladro in vacanza
- 2016 – Un giorno di festa
- 2016 – Slogan
- 2017 – Scritto nel cielo
- 2018 – Very caldo
- 2019 – Porro Bonito
- 2019 – Una radio che suona
- 2022 – Voda spot (feat. Barbara Francesca Ovieni, Mestafive)
- 2022 – Gold Player
- 2024 – Ah però soda (con Clementino feat. Ada Reina)
- 2025 – PRE/GIUDICATO

### Con gli Ultimi AED

#### Album
- 2009 – No grazie
- 2012 – No grazie Pt. 2

#### Mixtape
- 2011 – AED Revolution
- 2011 – A.E.D.L.A.N.D
- 2012 – UA Mixtape

### Collaborazioni
- 2013 – Tu devi essere pazzo (con Paola & Chiara)
- 2013 – Passa il microfono (con Clementino, Fred De Palma e Shade)
- 2015 – Lupin, un ladro in vacanza (con Giorgio Vanni)
- 2018 – Oh mamma mia (con NH Effe e Jack Out)

## Tournée
- 2013 – Che confusione Tour
- 2014 – Incredibile Tour

## Riconoscimenti
- Amici di Maria De Filippi
  - 2013 – Vincitore
  - 2013 – Premio della critica giornalistica

- Kids' Choice Award
  - 2014 – Candidatura al miglior cantante italiano[42]

- Music Awards
  - 2014 – Premio CD Multiplatino per Stecca
  - 2014 – Singolo Platino per Che confusione

- Tecniche Perfette
  - 2011 – Vincitore

- TeleRatto
  - 2013 – Miracolato dell'anno[43]